# Грузино-северомакедонские отношения
Грузино-северомакедонские отношения — двусторонние дипломатические отношения между Грузией и Северной Македонией.

## История
16 февраля 2019 года во время Мюнхенской конференции по безопасности министры иностранных дел Северной Македонии и Грузии подписали протокол об установлении официальных дипломатических отношений между двумя странами. Годом ранее спикеры парламентов обеих стран Талат Джафери и Ираклий Кобахидзе встретились в Межпарламентском союзе в Женеве, где Ираклий Кобахидзе подчеркнул важность установления двусторонних отношений между Грузией и Северной Македонией, поскольку перед двумя странами стоят схожие цели. а также проблемы, такие как интеграция в НАТО и Европейский союз.
Как сообщает греческая газета Элефтеротипия, Грузия планировала признать Северную Македонию под ее прежним конституционным названием Республика Македония в 2010 году. Однако греческая дипломатия пригрозила Грузии вето, которое воспрепятствует их вступлению в НАТО, а также их доступу к финансовой помощи ЕС, если Грузия решит сделать это. Позднее эти утверждения были опровергнуты Министерством иностранных дел Северной Македонии.